# Ратнички таленат
„Ратнички таленат” је југословенски ТВ филм из 1972. године. Режирао га је Владимир Андрић а сценарио је написао Живојин Павловић.

## Улоге
| Глумац             | Улога                       |
| ------------------ | --------------------------- |
| Раде Марковић      | Срба, режисер филма         |
| Павле Вуисић       | Љуба, директор филма        |
| Ђорђе Јелисић      | Сибиновић, директор рудника |
| Нада Касапић       | Секретарица режије          |
| Миља Вујановић     | Матијана, конобарица        |
| Милан Пузић        | Џеки, сценограф             |
| Миливоје Томић     | Сценариста                  |
| Душан Јанићијевић  | Сниматељ                    |
| Слободан Алигрудић | Перишић, директор пиваре    |

Остале улоге ▼
| Глумац           | Улога                    |
| ---------------- | ------------------------ |
| Мирослав Алексић | Конобар                  |
| Зоран Бечић      | Помоћник режисера        |
| Адем Чејван      | Чеда, директор ресторана |
| Љубомир Ћипранић | Рудар                    |
| Драган Петровић  | Зоки, вођа снимања       |
| Мида Стевановић  | Благоје                  |